# Émeraude d'Olivares
Chlorostilbon olivaresi
Espèce
Statut de conservation UICN

 LC  : Préoccupation mineure
Statut CITES
L'Émeraude d'Olivares ou Émeraude de Chiribiquete (Chlorostilbon olivaresi) est une espèce de colibris de la sous-famille des Trochilinae et de la tribu des Trochilini.

## Distribution
L'Émeraude d'Olivares est endémique de Colombie.

Carte de répartition de l'espèce

## Référence
(en) « Neotropical Birds Online », Cornell Lab of Ornithology, 28 juin 2011